# Kukmák sklepní
Kukmák sklepní (Volvariella volvacea) je jedlá saprofytická houba, pěstovaná ve východní a jihovýchodní Asii a užívaná také v čínské medicíně.

## Popis
Střední bílá houba s kuželovitým kloboukem o průměru 30-100 mm a vláknitým třeněm 30-90 mm dlouhým, který má hlízu. Lupeny jsou volně připojené, husté, růžovo-žluté barvy. Dužnina krémová s velmi silnou houbovou vůní, výtrusný prach lososově růžový.

## Výskyt
Kukmák sklepní roste jednotlivě nebo ve skupinách, a to ve sklepích, na kompostech, ve sklenících nebo na tlející organické hmotě.

## Využití
Kukmák sklepní je jedlá houba pocházející z východní Asie, proto také našla uplatnění v čínské medicíně.
- Kulinářské využití: Kumák je houba výborné kvality, takže se využívá při přípravě různých jídel, jako jsou ryby, těstoviny, maso, zelenina, polévky. Může se také nakládat a sušit..
- Farmaceutické využití: tato houba má vysoký obsah vitamínu C, 100 g čerstvých plodnic obsahuje až 200 mg vitamínu C. Dále obsahuje bílkoviny, polysacharidy, lektin a aminokyseliny. Využívá se při léčbě kardiovaskulárních chorob a horečky. Také má protinádorové a antiintoxikační účinky, zvyšuje laktaci. Podává se v prášku.

## Podobné druhy
Velmi podobný je jedlý kukmák černopochvý (V. nigrovolvacea), který se od kukmáku sklepního liší většími plodnicemi. Další podobný druh je kukmák taylorův (V. taylori), který lze rozeznat podle drobnějších plodnic a spor. Mladé kukmáky lze zaměnit za prudce jedovatou muchomůrku zelenou, která ovšem roste na jiných stanovištích a má výtrusný prach bílý. Mnoho jihoasijských přistěhovalců se však kvůli neznalosti muchomůrkou zelenou otrávilo v Austrálii či v Severní Americe.

## Pěstování
Před lety se začal pěstovat v jihovýchodní Asii, kde je znám tisíce let[zdroj⁠?!] a je mu zde přezdíváno „slámová houba“. Pěstuje se na rýžové slámě a sbírá za mlada, dokud houba ještě neprotrhla roušku.